# Ophioblennius macclurei
Ophioblennius macclurei är en fiskart som först beskrevs av Silvester, 1915.  Ophioblennius macclurei ingår i släktet Ophioblennius och familjen Blenniidae. Inga underarter finns listade i Catalogue of Life.